# Detzelbach (Usa)
Der Detzelbach ist ein gut ein Kilometer langer linker und nördlicher Zufluss der Usa. 

## Geographie

### Verlauf
Der Detzelbach entspringt im Hintertaunus im hessischen Hochtaunuskreis, nordwestlich vom Kernersberg, und mündet nördlich vom Holzberg in die Usa. 
Die Quelle liegt bei einer Wegekreuzung im westlichen Teil des Flurstücks Kernerstriesch, das außerhalb des Naturschutzgebiets als Acker genutzt wird. Der Bachlauf führt zunächst in weitem, nach Westen offenen Bogen in südöstlicher Richtung durch eine Wiese mit den Bach speisenden Quellenaustritten und einer alten gemauerten Wegebrücke. An der Westflanke des Kernersbergs dringt der Bach, nun südwärts fließend, in den heutigen Waldrand ein. Sein Bett ist künstlich befestigt und besteht aus in V-Form hochkant gelegten schmalen Bruchsteinen aus Quarzitschiefer auf insgesamt etwa 200 m Länge, bis zum Auslauf der Teichanlage, wo das Bachbett aus Pflastersteinen gemauert ist. Schon wenige dam nach dem Beginn der Ausbaustrecke hält das künstliche Bett den Bach nicht mehr, er fließt rechts und links an der gesetzten Rinne vorbei.
Der Detzelbach fließt nun in südwestlicher Richtung und speist eine Teichanlage. Dabei schlägt er einen weiteren, diesmal nach Osten offenen Bogen um den Kernersberg, fließt an einem an ein gebleichtes Walgerippe erinnerndes Geäst vorbei und verlässt den Waldrand. Durch die mit Röhrichtpflanzen und Kräutern bestandene Wiese fließt er zum westlichen Waldrand und in einer Links- und Rechtskurve unter dem Weg am südlichen Ende der Wiese hindurch. Er stürzt eine gemauerte Rinne hinab zum Beginn der etwa 20–25 m langen Verrohrung zu einem Kanalschacht am nördlichen Rand der B 275, der Oberflächenabflüsse aufnimmt und sie unter der B 275 und einem Feldweg in einem etwa 20 m langen Rohr durchleitet, durchquert dabei kurz, auf etwa 10 m Länge, eine Wiese in der Usaaue und stürzt über eine nicht mehr intakte Befestigung seines Bachbettes aus nördlicher Richtung kommend von links in die Usa, die hier, ostwärts fließend, einen Mäander nach Norden ausgebildet hat.

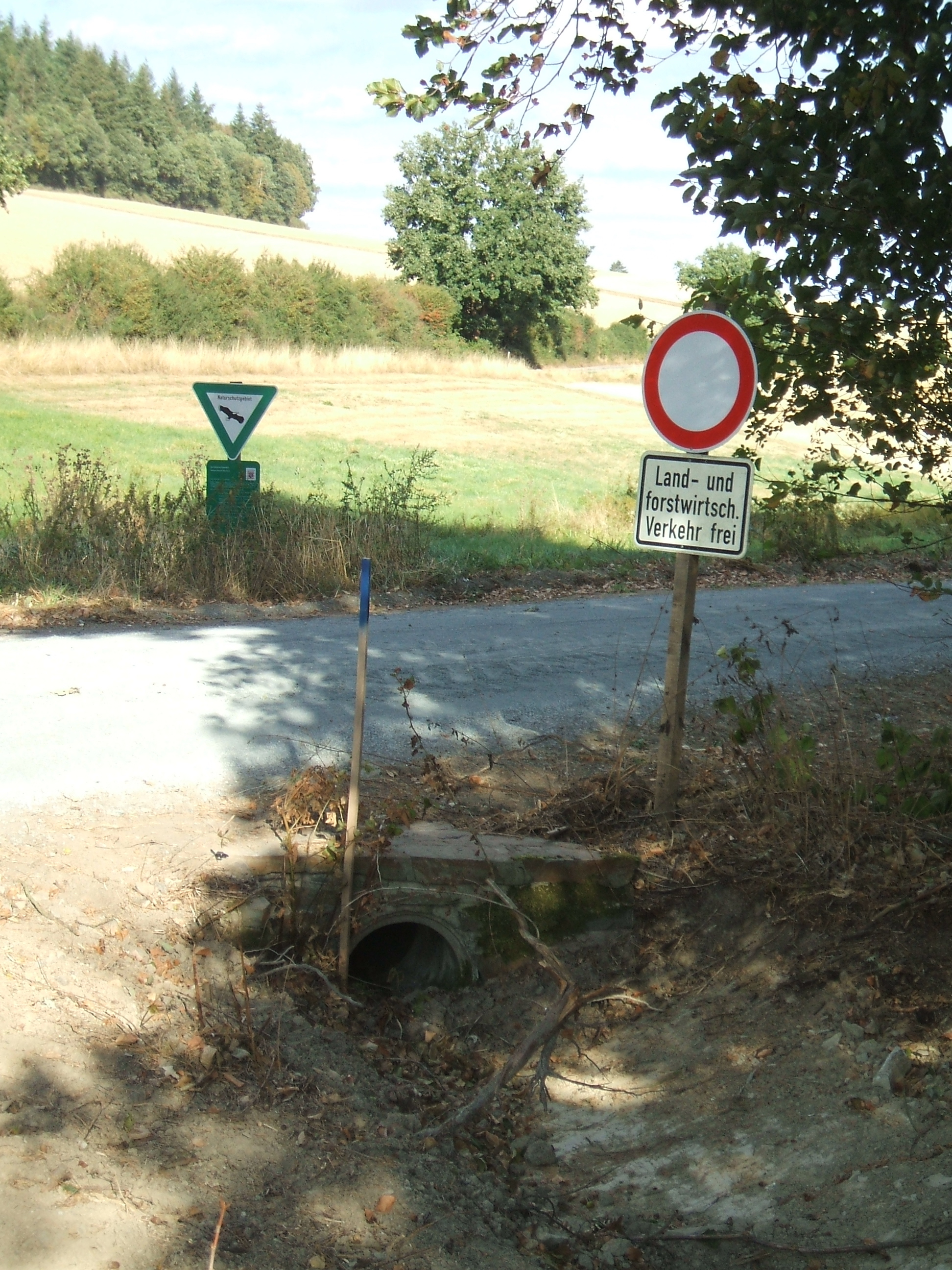
Detzelbach, versiegt, an seiner ausgetrockneten Quelle vor Unterqueren eines Weges vor dem nordwestlichen Beginn des NSG im Kernerstriesch
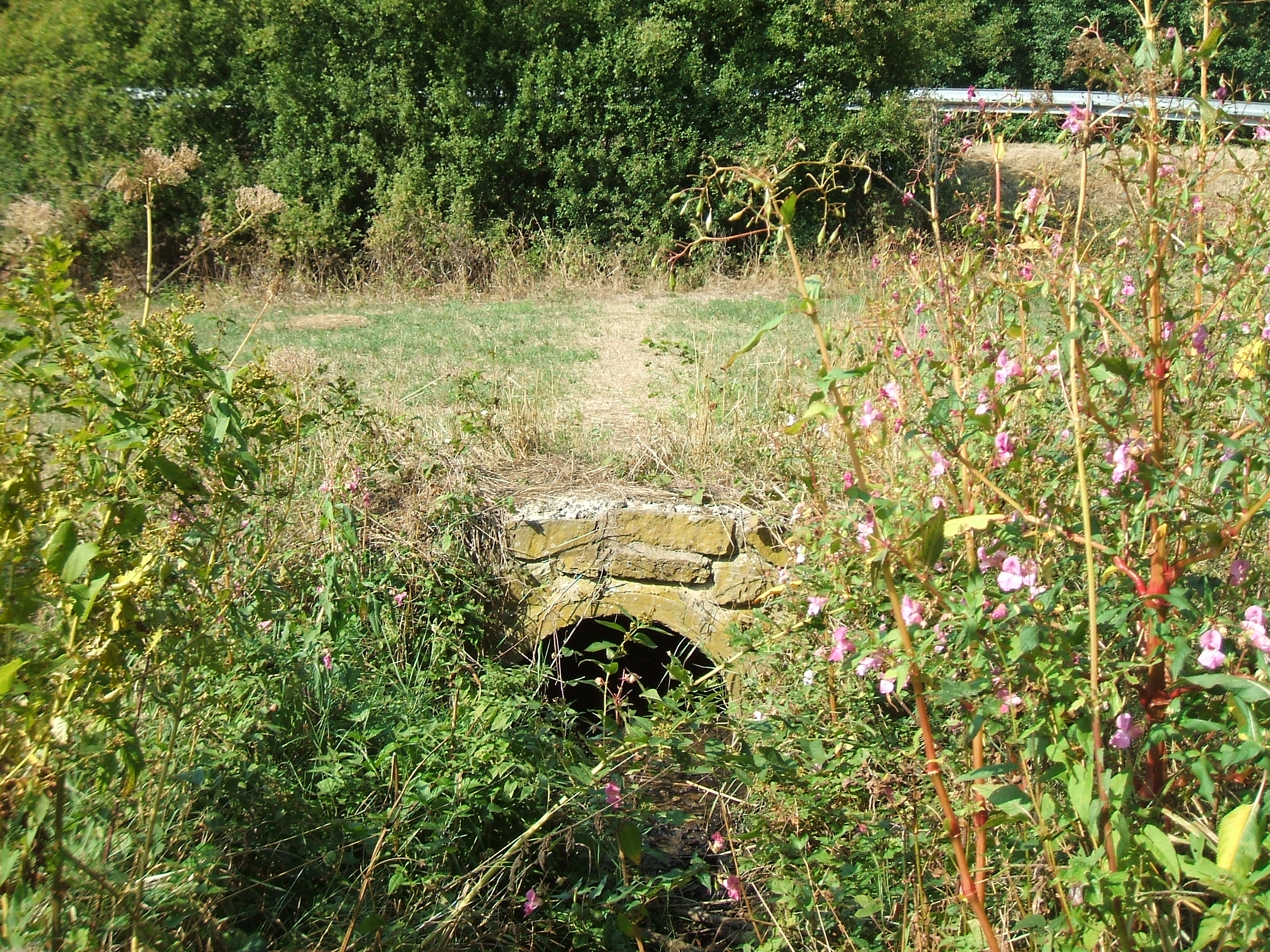
Kanalschacht auf der nördlichen Seite der B 275
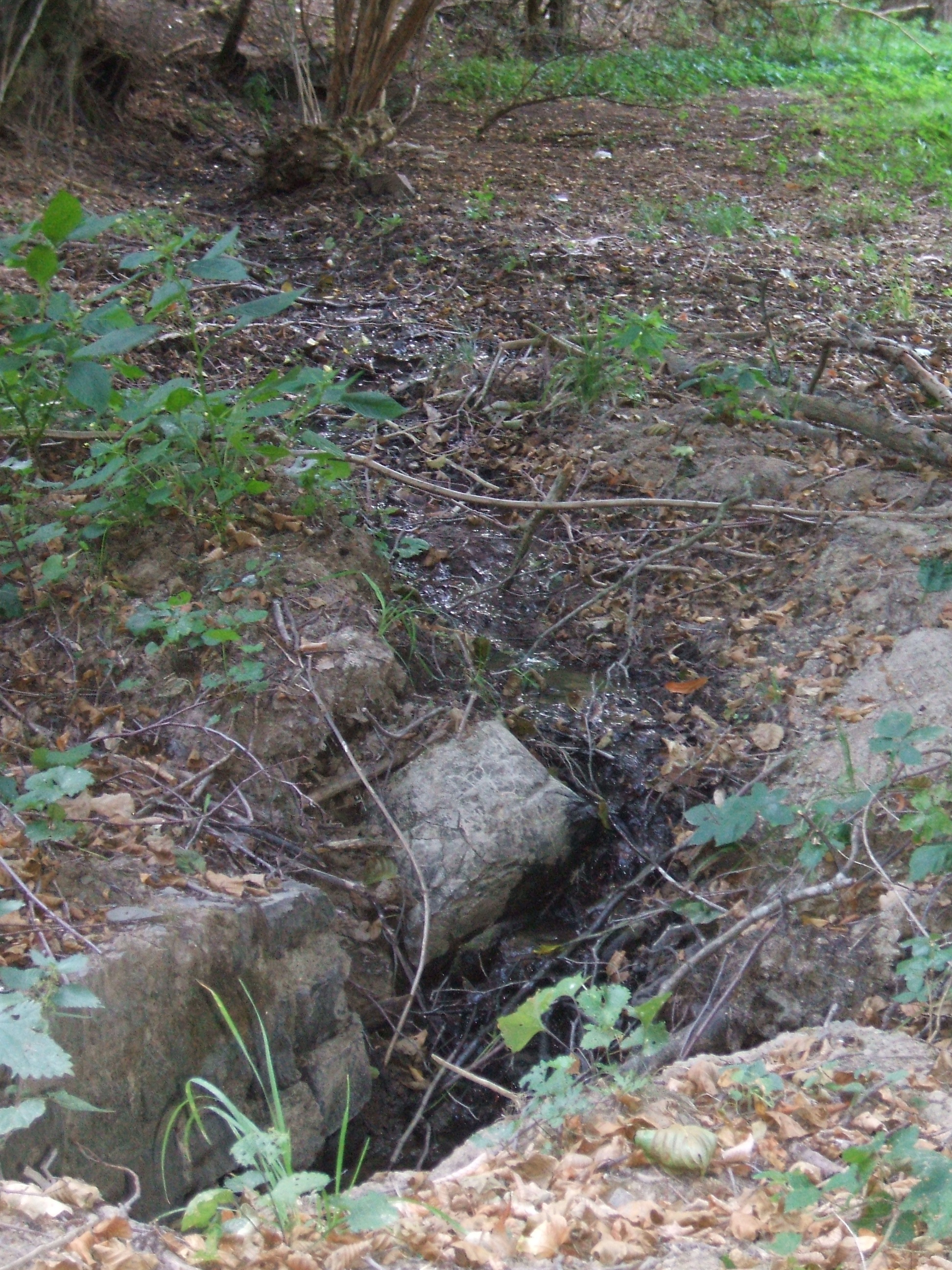
Am unteren Ende des NSG kommt der Detzelbach vom westlichen Waldrand
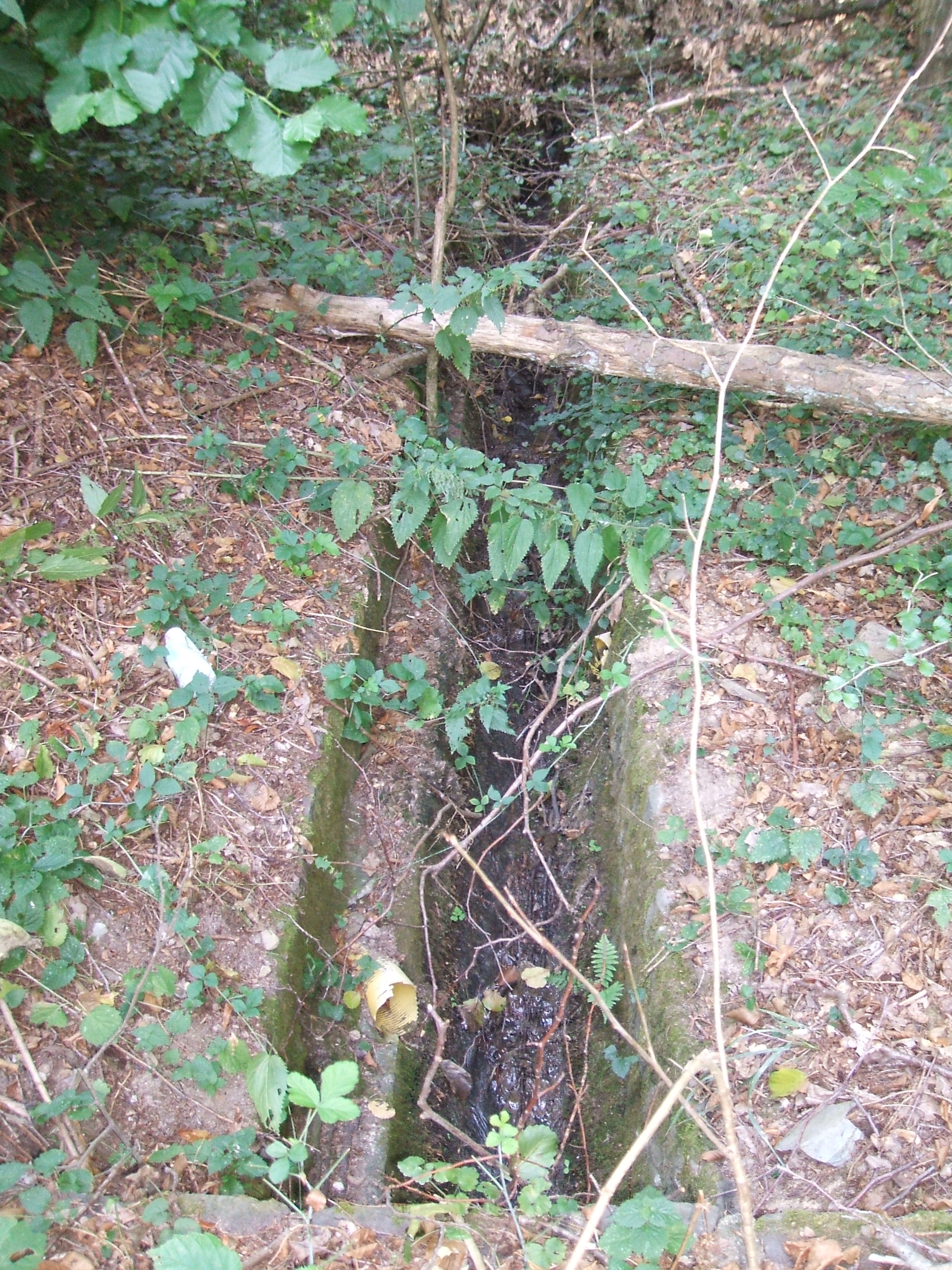
Vom Ort der ehemaligen Kreuzmühle stürzt das Bachwasser den steilen Hang hinab südwärts durch eine gemauerte Rinne in ein Rohr

### Historischer Verlauf
Das Landesgeschichtliche Informationssystem Hessen (LAGIS) stellt der Öffentlichkeit unter anderem historische Kartenwerke zur Verfügung. Für den Detzelbach von Belang ist die Karte von dem Großherzogthume Hessen 1:50.000 (1823–1850), Blatt Nr. 14 Fauerbach. Diese Karte zeigt den Detzelbach frei fließend inmitten einer Wiese, wo heute eine Teichanlage steht, und am Talausgang eine Mühle, die Kreuzmühle. Die Karte zeigt weiterhin einen anderen Verlauf des Bachs am Fuß des Kernersbergs und durch die Usaaue bis zur Einmündung in die Usa. Heute ist davon am Fuß des Kernersbergs noch das alte Bachbett erkennbar, östlich von der heutigen steilen und gemauerten Abflussrinne, das zu einem vergitterten Kanalschacht zur Aufnahme von eventuell anfallenden Oberflächenabflüssen führt, ebenso der alte Verlauf durch die Usaaue. Gut dargestellt ist die Verschwenkung des Bachlaufs in der Wiese von der Mitte des heutigen NSG zu ihrem westlichen Rand. Davon ist, etwa in Google Earth oder vom Weg im westlichen Waldrand, zugleich westliche Grenze des NSG, noch das heute trockene Bachbett erkennbar, ebenso der Abschnitt am Waldrand bis zum heutigen Verlauf des Bachs.
Das Detzelbachtal bei Wernborn ist ein Naturschutzgebiet.

### Flusssystem Usa
- Fließgewässer im Flusssystem Usa